# Sarıcalı (Ağcabədi)
Sarıcalı è un comune dell'Azerbaigian situato nel distretto di Ağcabədi. Conta una popolazione di 1 540 abitanti.